# Why Can't We Live Together
Why Can't We Live Together (in italiano: Perché non possiamo vivere assieme?) è un singolo del cantante statunitense Timmy Thomas, uscito come 45 giri ed incluso nell'omonimo album.
La canzone è un inno alla pace ed alla tolleranza e contro la guerra.

## Il brano
Come raccontato dallo stesso Thomas, in un'intervista, rilasciata alla rivista musicale americana Spin, la canzone gli fu ispirata dopo aver appreso da Walter Cronkite, conduttore del telegiornale della CBS, della morte di 35.000 Viet Cong e 15.000 americani.
Questo avvenimento, uno dei tanti nella Guerra del Vietnam, spinse l'autore a comporre dei versi molto semplici ed espliciti.
Umm, just a little peace in this world

No more wars, no more war

All we want is some peace in this world»
(Timmy Thomas, Why Can't We Live Together, 1972)
Nel testo c'è anche un esplicito riferimento al razzismo, nei versi: 

«No matter, no matter what color
Umm, you are still my brother»,
 dove dichiara che non è importante il colore della pelle, siamo tutti fratelli, e ribadisce l'invito a convivere pacificamente.
In Sudafrica nel 1994, « Why can't we live together »  divenne l'inno delle prime elezioni a suffragio universale e senza discriminazioni razziali. 
Il pezzo è caratterizzato per il suo arrangiamento minimalista dove l'autore è accompagnato da un organo Lowrey e da una Drum machine.

## Tracce
Testi sono scritti da Timmy Thomas:
1. Why Can't We Live Together – 3:30 – versione singolo
2. Why Can't We Live Together – 4:50 – versione album

## Classifiche
| Classifica (1973) | Posizione massima |
| ----------------- | ----------------- |
| Australia         | 28                |
| Belgio            | 20                |
| Canada            | 6                 |
| Francia           | 20                |
| Germania          | 25                |
| Italia            | 8                 |

## Altre versioni
- 1982, Kongas, nel maxi single 12" Why Can't We Live Together
- 1982, Mike Anthony
- 1984, Sade nell'album Diamond Life
- 2003, Steve Winwood
- 2015, Drake campiona il brano per la sua canzone Hotline Bling
- 2021 Dr. Lonnie Smith, brano di apertura dell'album Breath. Iggy Pop canta.